# Nazzareno Cugurra
Nazzareno Cugurra (Verona, 15 gennaio 1924 – Roma, 6 marzo 2012) è stato un pittore e artista italiano.

## Biografia
Pittore chiarista, amico di Guttuso, nasce a Verona nel 1924 e si mantiene agli studi impartendo lezioni private di pittura a Napoli. Tra i suoi allievi figura Romano Mussolini il quale, nell'immediato dopo guerra, era confinato per motivi politici nell’isola d’Ischia. 

Nel 1949, all’età di 25 anni, si diploma presso l'Accademia di belle arti di Napoli nei cui locali tiene le sue prime mostre destando l'interesse della critica giornalistica di settore. 

I primi anni giovanili, incerti e avventurosi, sono stati caratterizzati da episodi dolorosi che hanno condizionato i temi della sua iniziale pittura inducendolo a ritrarre un mondo di pària e di diseredati. 

Nel 1951-52 è tra gli 861 partecipanti alla VI edizione della Quadriennale nazionale d'arte di Roma, tenuta presso il Palazzo delle Esposizioni in via Nazionale; partecipa poi alle due edizioni successive (1955-56 e 1959-60). 

Nel 1956 partecipa alla XXVIII Biennale di Venezia. 

Attratto dall’ambiente romano ricco di stimoli artistici e culturali decide di trasferirvisi. 

Nel 1954 risulta vincitore della 1ª edizione del premio di pittura “città di Pizzo”, mentre nel 1956 ha occasione di esporre presso la “Galleria La Loggia” di Brescia in una Mostra collettiva con Mino Maccari e Antonio Vangelli.